# Post-produzione

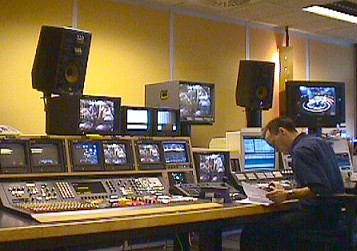
Video editing.

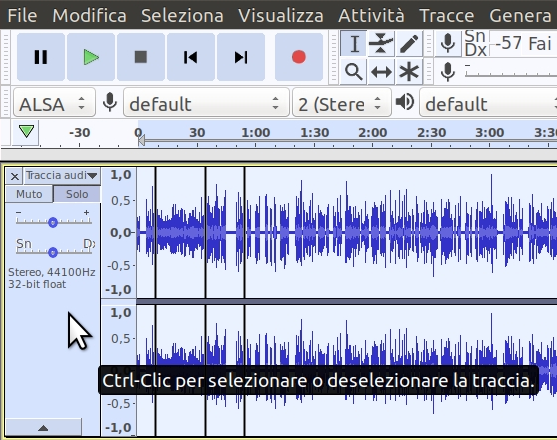
Audio editing.

La post-produzione è l'ultima fase della produzione cinematografica. Segue la lavorazione, in cui il film viene girato, e precede la distribuzione al pubblico del prodotto finito. Anche nella fotografia si parla di post-produzione alla fine di riprese fotografiche in digitale.
La post-produzione è composta di una serie di differenti processi, riguardanti sia la parte visiva che quella sonora. In questa fase è fondamentale la figura del direttore di edizione (che con la digitalizzazione del cinema il suo ruolo è divenuto più ricco e imprescindibile, e sempre più spesso ha assunto le denominazioni di coordinatore della post produzione e supervisore della post produzione) che coordina i lavori e al quale competono anche i titoli di testa e i titoli di coda. Egli inoltre, organizza le proiezioni di prova, gestisce i rapporti con le varie aziende specializzate, si occupa di alcune questioni legali, fino alla spedizione del film ai distributori. Le componenti principali della post-produzione sono:
- il montaggio del film (con la moviola o più comunemente con le tecniche digitali);
- la registrazione delle musiche, nel caso non siano già pronte o si voglia sincronizzarle alla perfezione col film montato (ad esempio per sottolineare una scena importante);
- la creazione degli effetti speciali visivi (ad esempio utilizzando le tecniche di animazione al computer);
- l'aggiunta degli effetti sonori, eventualmente facendo intervenire un rumorista;
- la realizzazione del doppiaggio (se necessario, come per le voci fuori campo, ecc.);
- il montaggio, la sincronizzazione e il missaggio delle varie tracce audio a formare la colonna sonora;
- la correzione del colore (eventualmente affidata al direttore della fotografia);
- il taglio del negativo e la stampa della copia definitiva, quella poi usata per creare le copie da distribuire (processo ormai scomparso a causa del passaggio totale al digitale);

Tutte queste procedure messe assieme richiedono spesso molto più tempo di quello impiegato per girare il film. Nel caso di film con molti effetti speciali, possono essere impegnati in questa fase centinaia di tecnici altamente specializzati.
Ad oggi il processo di post produzione si è tuttavia molto accorciato grazie all'utilizzo totale del digitale. Infatti, anche nel caso si preferisca girare il film su pellicola, tutto il materiale viene digitalizzato (grazie al processo di telecinema), e poi elaborato via software.
La distribuzione stessa è ormai tutta su supporto digitale, ai cinema, infatti, non vengono più fornite le "pizze" di pellicola bensì appositi hard disk (DCP) che contengono i file che vengono poi proiettati elettronicamente tramite appositi videoproiettori.

## Fotografia

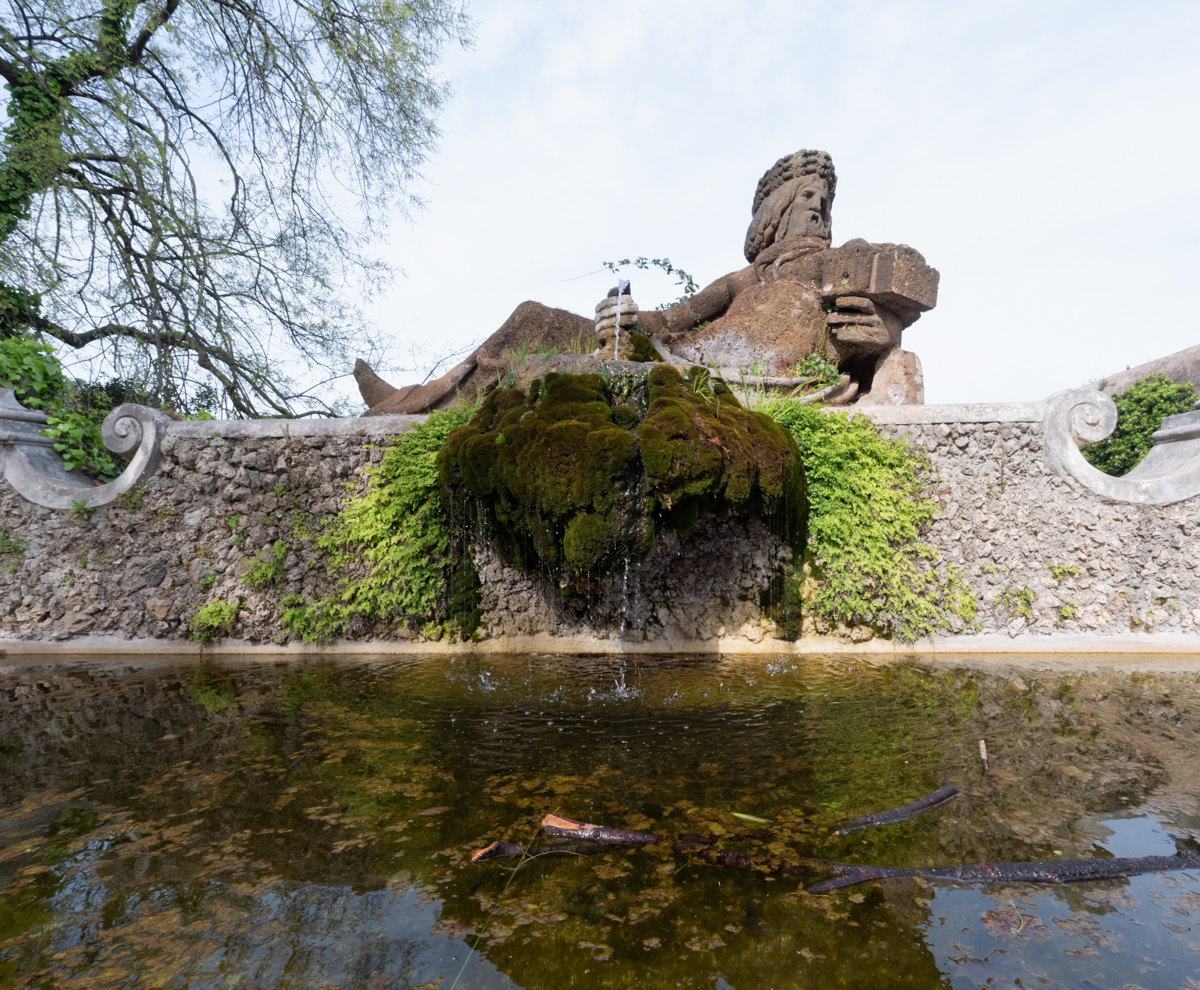
In questa foto scattata a Villa Pamphili, la gamma dinamica della fotocamera era insufficiente a ritrarre correttamente l'intera luminosità della scena.

L’insieme delle operazioni volte all’ottimizzazione o alla manipolazione delle fotografie prende il nome di post produzione.
Un tempo per intervenire sugli scatti era richiesto un cospicuo investimento economico: bisognava disporre di una camera oscura nella quale si procedeva empiricamente.  Con l’avvento della fotografia digitale attraverso l’uso del computer e di software di fotoritocco è stato possibile elaborare le immagini in modo meno dispendioso e più semplice.

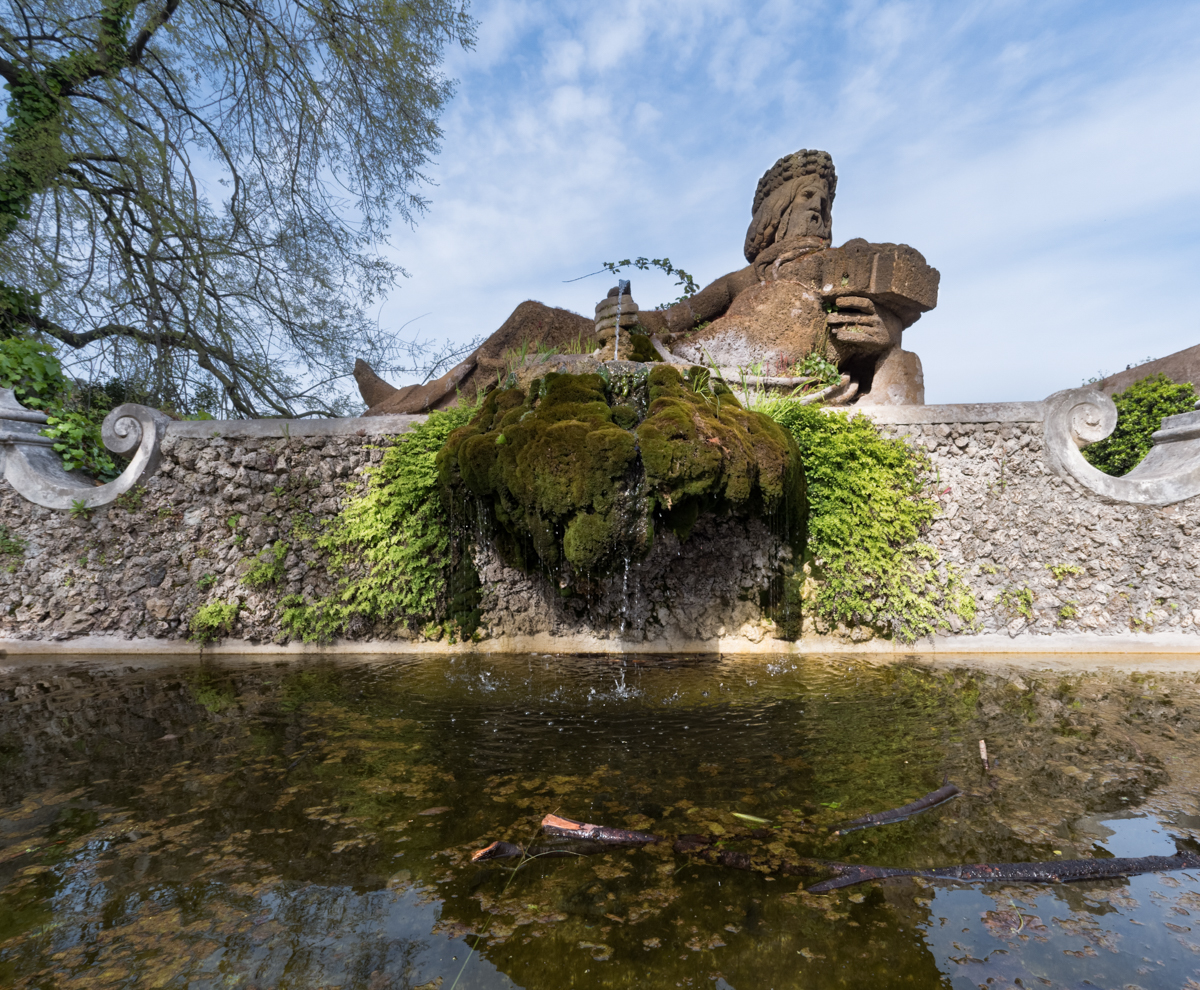
La foto sopra è il risultato del lavoro di post produzione dove sono state fuse due esposizioni: una per il cielo ed una per la terra. Inoltre è stato regolato il contrasto, la saturazione e la nitidezza.

L’ottimizzazione delle fotografie consente di correggere un’immagine in modo da sfruttare al massimo il suo potenziale tecnico. Ciò è possibile impostando il punto del nero e del bianco, correggendo il contrasto, la temperatura di colore, la tonalità, la luminosità, la saturazione, la nitidezza e rimuovendo il rumore e le possibili macchie di polvere.
Quando si abusa di questi strumenti, apportando modifiche più consistenti, si sfocia nella manipolazione delle immagini per ottenere un effetto particolare. Per cui sta al fotografo stabilire fino a che punto spingersi, riflettendo su questioni etiche e sulla natura stessa della fotografia.
La post produzione influenza il modo di scattare: conoscendo tutte le regolazioni che sarà possibile eseguire successivamente, non ci si preoccupa di una temperatura di colore errata al momento dello scatto o di un piccolo eccesso nella luminosità della scena. In particolare, se si scatta in formato RAW, nella macchina fotografica non si attiva alcun processo automatico di elaborazione e ciò consente di lavorare le immagini in un secondo momento al computer.
Per ottenere buoni risultati bisogna attenersi ad un preciso flusso di lavoro:
1)   Settaggio della fotocamera (impostazioni, pulizia del sensore, archiviazione, ecc…)
2)   Scrematura (selezione delle immagini che verranno lavorate successivamente)
3)   Regolazioni (intervento sui colori, sul ritaglio, ecc..)
4)   Gestione (organizzazione delle foto, raggruppamento secondo qualche criterio)
Una tecnica di post produzione è il time-lapse, per esempio se volessimo fotografare un luogo affollato, potremmo scattare una serie di fotografie dove i soggetti sono in posizioni diverse e successivamente sovrapporle al computer per ottenere la foto di un luogo deserto.
Un’altra tecnica è l’HDRI, attraverso la quale è possibile ottenere fotografie correttamente esposte in ogni loro parte.
La post-produzione è presente in ogni lavoro professionale, soprattutto in cinema, televisione, pubblicità.